# Middle-Brother-Nationalpark
Der Middle-Brother-Nationalpark ist ein Nationalpark im Nordosten des australischen Bundesstaates New South Wales. Die nächstgelegene Kleinstadt ist Laurieton. Er liegt um den mittleren der drei Berge, die Three Brothers genannt werden. Der nördliche dieser Berge, der Northern Brother oder Dooragan, liegt im nordwestlich anschließenden Dooragan-Nationalpark.
Der Park besitzt eine Fläche von 1830 ha. Die hohe jährliche Regenmenge und die vulkanischen Böden ließen dort einen besonders schönen Eukalyptuswald und warm-gemäßigten Regenwald wachsen. Der Flooded Gum (Eucalyptus grandis) und der Blackbutt (Eucalyptus pilularis) wachsen in geschützten Lagen.